# دم‌آبی پهلوسرخ
دم‌آبی پهلوسرخ یا دم‌آبی پهلونارنجی (نام علمی: Tarsiger cyanurus)، که همچنین به عنوان سینه‌سرخ بیشه پهلونارنجی شناخته می‌شود، یک پرنده گنجشک‌سان کوچک است که در گذشته به عنوان یکی از اعضای تیرهٔ توکایان (Turdidae) طبقه‌بندی می‌شد، اما اکنون به‌طور کلی به عنوان یک مگس‌گیر جهان قدیم (Muscicapidae) در نظر گرفته می‌شود. به آن و گونه‌های مرتبط با آن، اغلب چک می‌گویند.